# Cryptacanthodidae
I Cryptacanthodidae sono una famiglia di pesci ossei marini appartenente all'ordine Perciformes. Comprende il solo genere Cryptacanthodes.

## Distribuzione e habitat
Gli appartenenti alla famiglia sono diffusi nelle regioni temperato fredde dell'Oceano Pacifico settentrionale tranne la specie Cryptacanthodes maculatus che vive nell'Oceano Atlantico occidentale lungo le coste nordamericane.
Vivono su fondi sabbiosi o fangosi.

## Descrizione
Questi pesci hanno corpo allungatissimo, compresso lateralmente nella porzione posteriore e a sezione rotonda in quella anteriore. La testa è larga e appiattita. La bocca è grande e a taglio obliquo, quasi verticale; gli occhi sono prossimi al profilo dorsale del capo. Le pinne dorsale e anale sono munite di raggi spinosi pungenti (fino a 80 nella pinna dorsale e non più di 3 nell'anale) e sono lunghissime, unite o quasi alla pinna caudale. Le pinne pettorali sono piccole, le pinne ventrali mancano del tutto. Le scaglie sono assenti o molto piccole.
Il colore è marrone chiaro sul dorso e biancastro sul ventre, spesso sul corpo sono presenti punti scuri.
La specie più grande è Cryptacanthodes giganteus che raggiunge i 117 cm.

## Biologia
Sono pesci bentonici che vivono infossati nella melma o nella sabbia dove creano un sistema di cunicoli con molte uscite.

### Alimentazione
Si cibano di crostacei e altri invertebrati.

## Specie
- Genere Cryptacanthodes
  - Cryptacanthodes aleutensis
  - Cryptacanthodes bergi
  - Cryptacanthodes giganteus
  - Cryptacanthodes maculatus